# نيكيتاس كاكلامانس
نيكيتاس م. كاكلامانيس (باليونانية: Νικήτας Κακλαμάνης؛ من مواليد 1 أبريل 1946 في أندروس)‏ هو سياسي يوناني شغل منصب عمدة أثينا من عام 2007 إلى عام 2010. شغل سابقًا منصب وزير الصحة والتضامن الاجتماعي من عام 2004 إلى عام 2006. في الانتخابات المحلية اليونانية عام 2010، خسر منصب العمدة بعد هزيمته من قبل جيورجوس كامينيس. منذ يناير 2025، يشغل منصب رئيس البرلمان اليوناني الرابع عشر بعد أن كان نائبًا لرئيس البرلمان اليوناني من عام 2015 حتى عام 2023.